# Pertusaria irregularis
Pertusaria irregularis är en lavart som beskrevs av Müll. Arg. Pertusaria irregularis ingår i släktet Pertusaria och familjen Pertusariaceae.   Inga underarter finns listade i Catalogue of Life.